# Encratismo
Os encratitas ("auto-controlados") eram uma seita cristã ascética do século II d.C. que proibia o casamento e que aconselhava a abstinência de carne. Eusébio afirma que Taciano era o criador desta heresia. Supõe-se que sejam estes os gnósticos encratitas que foram admoestados por Paulo em 1 Timóteo 4:1-4[a].

## História
A primeira menção de uma seita cristã com este nome ocorre em Ireneu. Eles foram mencionados mais de uma vez por Clemente de Alexandria, que afirma que eles são assim chamados por sua "temperança". Hipólito se refere a eles como "reconhecendo o que é de Deus e de Cristo de maneira similar à Igreja. Porém, sobre seu estilo de vida, eles passam os dias inflados com orgulho."; "se abstendo de comida animal, bebendo apenas água e proibindo o casamento"; "estimados cínicos ao invés de cristãos". Baseando-se nestas afirmações, supõe-se que os encratitas fossem ortodoxos na doutrina e que eles erraram apenas na prática. Orígenes diz que eles não reconheciam as epístolas de Paulo.

## Encratitas severianos
Um pouco depois desta época, a seita recebeu nova energia com a ascensão de um tal Severo, em cuja homenagem os encratitas muitas vezes são chamados de "severianos". Estes encratitas severianos aceitavam a Lei, os Profetas, os Evangelhos, mas rejeitavam os Atos dos Apóstolos e amaldiçoavam Paulo e suas epístolas. Porém, o relato dado por Epifânio sobre os severianos mostra uma tendência gnóstica siríaca ao invés de tendências judaizantes. Em seu ódio ao casamento, eles chegaram a declarar que as mulheres seriam a obra de Satã, e por seu ódio aos intoxicantes, eles chamaram o vinho de "gotas de veneno da grande Serpente". Epifânio afirma ainda que estes encratitas eram muito numerosos na Ásia Menor, em Pisídia, na Frígia, em Selêucia Isaura, em Panfília, Cilícia e na Galácia. Em Antioquia e no restante da província romana da Síria eles também eram encontrados de forma esparsa. Eles se dividiram em diversas pequenas seitas, das quais os apoctáticos se destacaram por sua condenação à propriedade privada e os aquarianos, que substituíam o vinho pela água durante a Eucaristia.
Num édito em 382, Teodósio declarou a sentença de morte para todos os que tomassem o nome de encratitas e aquarianos, e ordenou que o mestre dos ofícios Floro realizasse extensivas buscas por estes heréticos, considerados maniqueístas disfarçados.